# Blake Edwards
Blake Edwards (Tulsa, Oklahoma, 1922. július 26. – Santa Monica, Kalifornia, 2010. december 15.) César-díjas amerikai filmrendező, forgatókönyvíró, színész.

## Életpályája
Los Angelesben tanult. 1955-től filmrendezőként dolgozott. 1991-ben csillagot kapott a Hollywood Walk of Fame-en.

### Munkássága
Fiatalon került a szakmába mint színész, forgatókönyvíró, filmrendező és filmproducer. Érdeklődése a rádió és a televízió felé is vonzotta. Bár forgatott drámákat, bűnügyi történeteket, mégis főleg a komédia mestere volt. Egyforma biztonsággal élt a szelíd irónia, a feketehumor és a fejtetőre állított burleszk elemeivel. Truman Capote nyomán Audrey Hepburn főszereplésével elkészítette az Álom luxuskivitelben (1961) című derűs New York-i életképet. Stan és Pan emlékének ajánlotta a Verseny a javából (1965) című ötletgazdag, mulatságos neoburleszkjét, egy századeleji autóverseny történetét. Televízióra vitte Dante Alighieri Pokol című színjátékát. 1968-ban ő rendezte az Estély habfürdővel című kultikus tiszteletnek örvendő filmet, melynek filmproducere és forgatókönyvírója is volt. 1983-ban Burt Reynolds-sal együtt készítette el A nőimádó című filmjét, amely A férfi, aki szerette a nőket című film remake-je volt. 1987-ben rendezte meg a Nem látni és megszeretni című filmet, amelyben Bruce Willis és Kim Basinger kapott szerepet. Forgatókönyvíróként főleg Richard Quine-nel dolgozott együtt vagy éppen számára írt, majd vele és Maxwell Arnow-val megalapította az Artists and Producers Associates-t, s így mint filmproducer is működött.

## Magánélete
1953–1967 között Patricia Edwards színésznő volt a felesége. Két gyermekük született: Jennifer Edwards (1957-) amerikai színésznő és Geoffrey Edwards (1959-) amerikai filmrendező. 1969–2010 között Julie Andrews (1935-) angol színésznő volt a párja. Két gyermeket fogadtak örökbe: Amy Edwards (1974-) és Joanna Edwards (1975-).

## Filmográfia

### Film
| Év   | Magyar cím                                      | Eredeti cím                        | Feladatkör | Feladatkör        | Feladatkör                 |
| Év   | Magyar cím                                      | Eredeti cím                        | Rendező    | Író               | Producer                   |
| ---- | ----------------------------------------------- | ---------------------------------- | ---------- | ----------------- | -------------------------- |
| 1948 |                                                 | Panhandle                          | Nem        | Igen              | Igen                       |
| 1949 |                                                 | Stampede                           | Nem        | Igen              | Igen                       |
| 1952 |                                                 | Sound Off                          | Nem        | Igen              | Nem                        |
| 1952 |                                                 | Rainbow 'Round My Shoulder         | Nem        | Igen              | Nem                        |
| 1953 |                                                 | All Ashore                         | Nem        | Igen              | Nem                        |
| 1953 |                                                 | Cruisin' Down the River            | Nem        | Igen              | Nem                        |
| 1954 |                                                 | Drive a Crooked Road               | Nem        | Igen              | Nem                        |
| 1954 |                                                 | The Atomic Kid                     | Nem        | Igen              | Nem                        |
| 1955 |                                                 | Bring Your Smile Along             | Igen       | Igen              | Nem                        |
| 1955 | Eileen, a húgom                                 | My Sister Eileen                   | Nem        | Igen              | Nem                        |
| 1956 |                                                 | He Laughed Last                    | Igen       | Igen              | Nem                        |
| 1957 |                                                 | Mister Cory                        | Igen       | Igen              | Nem                        |
| 1957 |                                                 | Operation Mad Ball                 | Nem        | Igen              | Nem                        |
| 1958 |                                                 | This Happy Feeling                 | Igen       | Igen              | Nem                        |
| 1958 |                                                 | The Perfect Furlough               | Igen       | Nem               | Nem                        |
| 1959 | Fehérnemű hadművelet                            | Operation Petticoat                | Igen       | Nem               | Nem                        |
| 1960 |                                                 | High Time                          | Igen       | Nincs feltüntetve | Nincs feltüntetve          |
| 1961 | Álom luxuskivitelben                            | Breakfast at Tiffany's             | Igen       | Nem               | Nem                        |
| 1962 | Terror-kísérlet                                 | Experiment in Terror               | Igen       | Nem               | Igen                       |
| 1962 | Míg tart a bor és friss a rózsa                 | Days of Wine and Roses             | Igen       | Nem               | Nem                        |
| 1962 |                                                 | The Couch                          | Nem        | Sztori            | Nem                        |
| 1962 | A rosszhírű háziasszony                         | The Notorious Landlady             | Nem        | Igen              | Nem                        |
| 1963 |                                                 | Soldier in the Rain                | Nem        | Igen              | Igen                       |
| 1963 | A rózsaszín párduc                              | The Pink Panther                   | Igen       | Igen              | Nem                        |
| 1964 | Felügyelő életveszélyben                        | A Shot in the Dark                 | Igen       | Igen              | Igen                       |
| 1965 | Verseny a javából                               | The Great Race                     | Igen       | Sztori            | Nem                        |
| 1966 | Mit csináltál a háborúban, papa?                | What Did You Do in the War, Daddy? | Igen       | Sztori            | Igen                       |
| 1967 |                                                 | Gunn                               | Igen       | Igen              | Vezető (nincs feltüntetve) |
| 1967 |                                                 | Waterhole No. 3                    | Nem        | Nem               | Vezető (nincs feltüntetve) |
| 1968 | Estély habfürdővel                              | The Party                          | Igen       | Igen              | Igen                       |
| 1970 | Lili drágám                                     | Darling Lili                       | Igen       | Igen              | Igen                       |
| 1971 | Vad vándorok                                    | Wild Rovers                        | Igen       | Igen              | Igen                       |
| 1972 | Rejtélyes halál                                 | The Carey Treatment                | Igen       | Nem               | Nem                        |
| 1972 |                                                 | Julie (dokumentumfilm)             | Igen       | Nem               | Nem                        |
| 1974 | Kémek keringője                                 | The Tamarind Seed                  | Igen       | Igen              | Nem                        |
| 1975 | A rózsaszín párduc visszatér                    | The Return of the Pink Panther     | Igen       | Igen              | Igen                       |
| 1976 | A rózsaszín párduc újra lecsap                  | The Pink Panther Strikes Again     | Igen       | Igen              | Igen                       |
| 1978 | A rózsaszín párduc bosszúja                     | Revenge of the Pink Panther        | Igen       | Igen              | Igen                       |
| 1979 | Bombanő                                         | 10                                 | Igen       | Igen              | Igen                       |
| 1981 |                                                 | S.O.B.                             | Igen       | Igen              | Igen                       |
| 1982 | Viktor, Viktória                                | Victor/Victoria                    | Igen       | Igen              | Igen                       |
| 1982 | A rózsaszín párduc nyomában                     | Trail of the Pink Panther          | Igen       | Igen              | Igen                       |
| 1983 | A rózsaszín párduc átka                         | Curse of the Pink Panther          | Igen       | Igen              | Igen                       |
| 1983 | A nőimádó                                       | The Man Who Loved Women            | Igen       | Igen              | Igen                       |
| 1984 | Párbaj a városban                               | City Heat                          | Nem        | Igen              | Nem                        |
| 1984 | Micki és Maude, avagy családból is megárt a sok | Micki & Maude                      | Igen       | Nem               | Nem                        |
| 1986 | Szép kis kalamajka                              | A Fine Mess                        | Igen       | Igen              | Nem                        |
| 1986 | Ilyen az élet                                   | That's Life!                       | Igen       | Igen              | Nem                        |
| 1987 | Nem látni és megszeretni                        | Blind Date                         | Igen       | Nincs feltüntetve | Nem                        |
| 1988 | Naplemente                                      | Sunset                             | Igen       | Igen              | Nem                        |
| 1989 | Az életművész                                   | Skin Deep                          | Igen       | Igen              | Nem                        |
| 1991 | Farkangyal                                      | Switch                             | Igen       | Igen              | Nem                        |
| 1993 | A rózsaszín párduc fia                          | Son of the Pink Panther            | Igen       | Igen              | Nem                        |

Színészként
- Tíz úriember a West Pointról (Ten Gentlemen from West Point) (1942)
- Reno tábornagya (Marshal of Reno) (1944)
- Marine Raiders (1944)
- 30 másodperc Tokió fölött (1944)
- Felhasználhatóak voltak (1945)
- Mától fogva (1946)
- Martha Ivers furcsa szerelme (1946)
- Életünk legszebb évei (1946)
- Fojtogató a mocsárban (Strangler of the Swamp) (1946)
- Tokyo Rose (1946)
- Bőrkesztyűk (Leather Gloves) (1948)

### Televízió
| Év        | Cím                                    | Feladatkör | Feladatkör | Feladatkör | Megjegyzések             |
| Év        | Cím                                    | Rendező    | Író        | Alkotó     | Megjegyzések             |
| --------- | -------------------------------------- | ---------- | ---------- | ---------- | ------------------------ |
| 1952      | Invitation Playhouse: Mind Over Murder | Nem        | 1 epizód   | Nem        |                          |
| 1952–1954 | Four Star Playhouse                    | 5 epizód   | 9 epizód   | Nem        |                          |
| 1954      | The Pepsi-Cola Playhouse               | 1 epizód   | Nem        | Nem        |                          |
| 1954      | City Detective                         | 1 epizód   | Nem        | Nem        |                          |
| 1954      | The Lineup                             | Nem        | 1 epizód   | Nem        |                          |
| 1954      | Mickey Spillane's Mike Hammer          | Igen       | Igen       | Nem        | tévéfilm                 |
| 1955      | The Mickey Rooney Show                 | 33 epizód  | Nem        | Nem        |                          |
| 1955      | The Star and the Story                 | 1 epizód   | Nem        | Nem        |                          |
| 1955      | The Jane Wyman Show                    | 1 epizód   | 1 epizód   | Nem        |                          |
| 1956      | Ford Television Theatre                | Nem        | 1 epizód   | Nem        |                          |
| 1957      | Studio 57                              | 1 epizód   | 1 epizód   | Nem        |                          |
| 1957      | Meet McGraw                            | Nem        | 1 epizód   | Nem        |                          |
| 1957–1960 | Richard Diamond, Private Detective     | Nem        | Igen       | Igen       | 4 epizód                 |
| 1958–1961 | Peter Gunn                             | 10 epizód  | 11 epizód  | Igen       | producer                 |
| 1959–1960 | Mr. Lucky                              | 1 epizód   | 1 epizód   | Igen       |                          |
| 1960–1961 | Dante                                  | Nem        | Nem        | Igen       |                          |
| 1962      | The Dick Powell Show                   | 1 epizód   | Sztori     | Nem        |                          |
| 1962      | Johnny Dollar                          | Igen       | Igen       | Nem        | tévéfilm vezető producer |
| 1969      | The Monk                               | Nem        | Sztori     | Nem        | tévéfilm                 |
| 1984      | The Ferret                             | Nem        | Igen       | Nem        | tévéfilm vezető producer |
| 1988      | Justin Case                            | Igen       | Igen       | Nem        | tévéfilm vezető producer |
| 1989      | Peter Gunn                             | Igen       | Igen       | Nem        | tévéfilm vezető producer |
| 1992      | Julie                                  | 7 epizód   | Nem        | Nem        | vezető producer          |

## Díjai
- OCIC-díj (1963) Míg tart a bor és friss a rózsa
- César-díj a legjobb külföldi filmnek (1983) Viktor, Viktória
- David di Donatello-díj (1983) Viktor, Viktória
- Sant Jordi-díj (1983) Viktor, Viktória
- Arany Málna díj a legrosszabb rendezőnek (1989) Naplemente
- Életműdíj (Oscar-díj) (2004)